# Fabian Höglund
Carl Fabian Höglund, född 20 januari 1832 i Eksjö stadsförsamling, Jönköpings län, död 1 november 1903 i Adolf Fredriks församling, Stockholms stad, var en svensk urmakare och riksdagsman.
Höglund är begravd på Norra begravningsplatsen utanför Stockholm.